# Rejon hoszczański
Rejon hoszczański (ukr. Гощанський район) – była jednostka administracyjna wchodząca w skład obwodu rówieńskiego Ukrainy, istniejąca w latach 1940–2020.
Rejon utworzony w 1940, miał powierzchnię 690 km². Siedzibą władz rejonu była Hoszcza.
Na terenie rejonu znajdowały się jedna osiedlowa rada i 23 silskie rady, obejmujące w sumie 63 miejscowości.
Zlikwidowany w 2020 roku w ramach reformy decentralizacyjnej. Jego ziemie weszły w skład nowego rejonu rówieńskiego.

## Miejscowości rejonu
- Aleksiejówka (Олексіївка)
- Andrusijów (Андрусіїв)
- Babin (Бабин)
- Baszyna (Башине)
- Boczanica (Бочаниця)
- Borszczówka
- Buhryń (Бугрин)
- Czudnica (Чудниця)
- Dmitrówka (Дмитрівка)
- Drohobuż (Дорогобуж)
- Drozdów (Дроздів)
- Drużne (Podlaski, Дружне)
- Dubrowa (Діброва)
- Duliby (Дуліби)
- Fedorówka[3](Федорівка)
- Franówka (Франівка)
- Hłuboczek (Глибочок)
- Horbaków (Горбаків)
- Horbów (Горбів)
- Hoszcza (Гоща)
- Ilin (Іллін)
- Jasne (Michałówka, Ясне)
- Juczyn (Ючин)
- Koleśniki (Колесники)
- Krasnosiele (Красносілля)
- Kryniczka (Кринички)
- Kurozwany (Курозвани)
- Lipki (Липки)
- Lucynów (Люцинів)
- Maciejówka (Матіївка)
- Majków (Майків)
- Malatyn[4] (Малятин)
- Małyniwka (Korościatyn, Малинівка)
- Miatyn (М'ятин)
- Mieczów (Мичів)
- Mikulin (Микулин)
- Mnyszyn (Мнишин)
- Moszczany (Мощони)
- Nowostawce[5][6] (Новоставці)
- Paszuki[7][8] (Пашуки)
- Podleski (Підліски)
- Poliwczi (Nowy Posiołek, Полівці)
- Podolany (Подоляни)
- Posiahwa (Посягва)
- Pustomyty (Пустомити)
- Raśniki (Рясники)
- Rusywel (Русивель)
- Rzeczyca (Річиця)
- Sadowe (Садове)
- Serhejówka (Сергіївка)
- Sieniów (Синів)
- Symonów (Симонів)
- Szkarów(Шкарів)
- Terentjów (Терентіїв)
- Tołmachów (Томахів)
- Tuczyn (Тучин)
- Uholce (Угільці)
- Wilhor (Вільгір)
- Witków (Витків)
- Wołkoszów (Вовкошів)
- Woronów[9] (Воронів)
- Woskodawy (Воскодави)
- Zariczne (Dom Pruski, Зарічне)
- Żawrów (Жаврів)
- Żalanka (Жалянка)